# HQ - Edição Especial
HQ - Edição Especial é uma série de televisão documental exibido pela HBO falando sobra a história dos quadrinhos no Brasil. A série de dez episódios foi produzida por Roberto Rios, Maria Angela de Jesus, Paula Belchior e Patricia Carvalho (da HBO Latin America Originals) e Rodrigo Teixeira e Raphael Mesquita (da RT Features), com recursos da Condecine. Dirigida por Angelo Defanti, foram dez episódios com entrevistas com diversos artistas, como Ziraldo, Mike Deodato, Rafael Albuquerque, Vitor Cafaggi, Mauricio de Sousa, entre outros. O documentário ganhou o 29º Troféu HQ Mix na categoria "grande contribuição".